# Creta et Cyrenaica
Creta et Cyrenaica var en romersk provins belägen i motsvarande dagens Kreta och östra Libyen. I provinsen låg bl.a. städerna Kyrene och Gothyn.    
Ptolemaios Apion anses ha regerat som kung över Cyrenaica fram till sin död år 96 f.Kr.. I sitt testamente ska han ha överlåtit kungadömet till den romerska republiken. Kreta erövrades mellan åren 69 och 67 f.Kr. av romarna under ledning av Quintus Caecilius Metellus Creticus (Creticus, latin för "Kretas erövrare").
Det råder delade meningar om när de två områdena förenades i denna dubbelprovins. Många historiker anser att provinsen etablerades år 67 f.Kr., vilket alltså sammanfaller med att erövringen av Kreta fullbordades av romarna. Andra historiker menar att inrättandet skedde under Marcus Antonius styre över den östra delen av det romerska riket och åter andra att det var Augustus som inrättade dubbelprovinsen. Även anledningarna till att dessa två landområden förenades i en provins har diskuterats. Anledningar som föreslagits är bl.a. att landområdena sedda för sig inte var ekonomiskt eller befolkningsmässigt bärkraftiga samt att föreningen av landområdena underlättade bekämpandet av pirater.